# Magnetodioda
Magnetodiody jsou magneticky citlivé polovodičové součástky, které mění svůj vnitřní odpor v závislosti na vnějším magnetickém poli. Magnetodioda bývá tvořena např. z kvádru germania, který má na jednom konci křemík s vodivostí P a na druhém s vodivostí N. Základní materiál má vlastní vodivost, přičemž okrajová oblast je vytvořena takovým způsobem, že se v ní objevuje vyšší počet rekombinací než v samotné oblasti s vlastní vodivostí.